# Siemens NF8U
Siemens/Kiepe NF8U − niskopodłogowy typ tramwaju z serii Combino, wyprodukowany przez koncern Siemens AG dla niemieckiego przedsiębiorstwa komunikacyjnego Rheinbahn Düsseldorf. W Düsseldorfie nazywany Silberpfeil II – niem. Srebrna Strzała II. Wagon jednokierunkowy z możliwością uzyskania funkcji dwukierunkowej.

## Konstrukcja
NF8U jest skrótem od niem. Niederflur - czyli niskopodłogowy, 8 oznacza osiem osi, U oznacza że może kursować na liniach biegnących w tunelu. NF8U jest tramwajem jednokierunkowym posiadającym drzwi po obu stronach pojazdu dzięki czemu może korzystać z peronów centralnych. Wagony nie są wyposażone w klimatyzację, gdyż istnieje ryzyko przekroczenia limitu 10 ton obciążenia na oś. Wagon zbudowany jest tak jak NF8 z 5 członów, posiada 4 podwójne drzwi po obu stronach pojazdu w układzie (patrząc na przód tramwaju): strona lewa 2-0-1-0-1, strona prawa 1-0-1-0-2. Wyposażono go także w monitoring wnętrza, a także nowe tablice LED-owe. Seria ta została tak zaprojektowana, że po połączeniu dwóch NF8U tyłami, uzyskujemy 60-metrowy tramwaj dwukierunkowy.

## Historia
W związku z planami całkowitego wycofania z użytku pozostałych tramwajów typu Düwag GT8 i Düwag GT8S, a także planami rozbudowy podziemnej linii Wehrhahn (planowane oddanie do użytku 2015r.) po której będą mogły poruszać się tylko tramwaje niskopodłogowe z drzwiami po obu stronach pojazdu nie szersze niż 2,65 m. Dlatego w 2005 roku Rheinbahn Düsseldorf zamówił pierwsze 15 wagonów typu NF8U, a w 2009 roku zamówiono kolejne 61 sztuk, osiągając łączną liczbę 76 pojazdów, dostawa wagonów NF8U pozwoliła na sprzedaż ostatnich 21 wagonów Düwag GT8 do Poznania (kilka sztuk pozostało dla celów historycznych), a także wszystkich 28 wagonów Düwag GT8S do Krakowa, pozostawiając 33 wagony Düwag GT8SU obsługujących linię U75. Na nowej trasie Wehrhahn wagony będą kursować połączone tyłami w parach uzyskując dzięki temu funkcję dwukierunkową, jednak aby takie połączone wagony mogły kursować, konieczna była przebudowa części przystanków na powierzchni, tak aby mogły zmieścić się na nich 60 metrowe pojazdy. Pojazdy zostały wyprodukowane przez konsorcjum Siemens w połączeniu z Vossloh Kiepe GmbH. Siemens wyprodukował: szkielet pojazdu, wózki i napęd elektryczny, Kiepe jest odpowiedzialny za osprzęt elektryczny. Wagony wyprodukowane zostały w fabryce Siemensa w Krefeld-Uerdingen. Dostawę wagonów zakończono w kwietniu 2012 roku. Wagony otrzymały zakres numeracji: #3301 - #3376.

## Nagrody
NF8U został wyróżniony nagrodą iF Design Award 2007.